# Против Неэры
«Против Неэры» — судебная речь, которую приписывают древнегреческому оратору Демосфену. Сохранилась в составе «демосфеновского корпуса» под номером LIX, была произнесена предположительно между 343 и 340 годами до н. э.

## Содержание
Речь произнёс в суде афинянин Теомнест, подавший иск против жены Стефана Неэры. По его словам, Неэра в прошлом была рабыней и гетерой, а поэтому, выйдя замуж за гражданина Афин, она нарушила закон, и теперь должна быть продана в рабство. Стефан в ответ заявил, что только сожительствует с Неэрой, и Теомнест старается доказать, что был заключён полноценный брак.
Большинство комментаторов, начиная с античности, уверено, что речь написана не Демосфеном. Она могла быть произнесена между 343 и 340 годами до н. э.